# Неудержимый (фильм)
«Неудержимый» (англ. Bullet to the Head — «Выстрел в голову», «Контрольный выстрел») — американский боевик Уолтера Хилла с Сильвестром Сталлоне и Соном Каном в главных ролях. Экранизация французской графической новеллы Алексиса Ноулента Du Plomb Dans La Tete («Пуля в голову»).
Съёмки проходили в 2011 году в Новом Орлеане и Нью-Йорке.

## Сюжет
В Новом Орлеане двое наёмных убийц — Джимми Бономо по прозвищу «Бобо» (Сильвестр Сталлоне) и Луис Бланшар — убивают бывшего коррумпированного полицейского Грили, но при этом Бобо оставляет находившуюся в его номере проститутку в живых.
Позже, в музыкальном баре Киган (Джейсон Момоа) убивает ножом Луиса и далее пытается сделать то же и с Джимми, но тот оказывает сопротивление, и Киган вынужден бежать.
Детектив из Вашингтона Тейлор Квон (Сон Кан) прибывает в Новый Орлеан, чтобы расследовать смерть Грили, и встречает лейтенанта Лебретона, который сообщает ему о том, что выжившая проститутка подтвердила убийство Грили. Квон идёт в морг и, увидев тело Луиса и выяснив, кто он есть, понимает, что убийцы Грили — Бланшар и Бобо.
Между тем Киган встречается со своим работодателем, Робертом Морелем (Адевале Акиннуойе-Агбадже), и адвокатом Мореля Маркусом Батистом (Кристиан Слейтер). Батист говорит, что Грили пытался шантажировать Мореля с помощью местного бандита Малыша Джека с флэшкой, содержащей подробности грязных дел Мореля. Киган позже убивает Малыша Джека и его людей и получает флэшку.
Квон встречается с Бобо в баре и сообщает ему, что знает о том, что он и Бланшар убили Грили, и предлагает ему сотрудничество (Бобо отказывается). Бобо уходит, а когда Квон пытается следовать за ним, то подвергается нападению коррумпированных полицейских, которые были наняты, чтобы предотвратить дальнейшее расследование смерти Грили. Бобо спасает Квона и берёт его в тату-салон, где дочь Бобо, Лиза (Сара Шахи), латает рану Квона.
Позже они пошли в массажный салон, где Бобо допрашивает Ронни (Брайан Ван Холт), посредника, который нанял Бобо и Бланшара от имени Мореля. Ронни пытается убить Бобо, но хотя Квон испортил пистолет, Джимми убивает Ронни. За это Бобо позже ударил Квона.
Бобо и Квон похищают Батиста и прячут его в доме Бобо, где он вынужден отдать им флэшку с детальными планами компании Мореля о приобретении жилья и дальнейшего сноса ради строительства офисных зданий. После этого Бобо стреляет ему в голову из ружья. Киган и его люди отслеживают сигнал телефона Батиста, добираются до дома Бобо, но он и Квон сбегают, предварительно взорвав бомбу. Все люди Кигана погибают, и он становится одержимым идеей убийства Бобо.
Квон тайно встречается с лейтенантом Лебретоном, чтобы попросить его о помощи, но Лебретон пытается убить его, так как он тоже «куплен» Морелем, но Бобо опять спасает Квона. Между тем Киган узнает о Лизе и похищает её. Морель затем вызывает Бобо и предлагает обменять Лизу за флэшку. Бобо соглашается и встречается с Морелем в заброшенном складе, куда он приносит флэшку ради освобождения Лизы. Когда Бобо отпустили с дочерью, Киган приходит в ярость и убивает Мореля и остальных его людей.
Киган направляет пистолет на Бобо, но внезапно выбрасывает его и предлагает бой на топорах. Долгая схватка заканчивается тем, что Джимми вонзает в Кигана нож погибшего Луиса, а Квон добивает его из пистолета одного из людей Мореля. Квон берёт флешку, но Бобо стреляет ему в плечо из пистолета Кигана, чтобы сделать вид, как будто Квон пытался схватить Джимми. Лиза решает остаться вместе с Квоном, с которым у неё завязались романтические отношения, а Бобо уходит. В конце фильма он встречается с Квоном в баре, где Тэйлор говорит, что он ни разу не упомянул о Бобо в рапортах полиции, но если Бобо продолжит своё ремесло, то Квон арестует его. Бобо предлагает ему попробовать это сделать и исчезает в ночи.

## В ролях
- Сильвестр Сталлоне — Джимми Бономо
- Сон Кан — Тэйлор Квон
- Джейсон Момоа — Киган
- Кристиан Слейтер — Маркус Батист
- Сара Шахи — Лиза Бономо
- Адевале Акиннуойе-Агбадже — Роберт Нкомо Морел
- Брайан Ван Холт — Ронни Эрл
- Джон Седа — Луис Бланшерд
- Холт Маккэллани — Хэнк Грили
- Вероника Розати — Лола
- Дон Таи — Ким
- Маркус Лайл Браун — детектив Браун
- Дэйн Родс — лейтенант Либретон

## Прокат
Выход фильма в прокат состоялся в 2013 году: в Великобритании, Пакистане и США — 1 февраля, в Кувейте, России и на Украине — 7 февраля, в Гонконге и Италии — 4 апреля, в Аргентине — 25 апреля.